# Low Roar
Low Roar — проект американского рок-музыканта Райана Каразия (1982—2022), начавший своё существование в 2010 году.

## История

### Рождение проекта
В 2010 году Райан Каразия покинул инди-рок-группу Audrye Sessions в которой был фронтменом и гитаристом. Группа Audrye Sessions была образована в Калифорнии, в Окленде, в 2002 году. Последний свой концерт коллектив отыграл в августе 2010 года. В начале 2011 года Райан Каразия переехал жить в Рейкьявик, Исландия, где основал группу Low Roar и начал работать над одноимённым альбомом.

### Первый альбом:Low Roar(2011)
Выпущенный в ноябре 2011 года одноимённый aльбом Low Roar был спродюсирован американским лейблом Tonequake Records.
Альбом отличается мелодичным звучанием, с чередованием стилей от электро-эмбиента до инди-рока, который Каразия уже исполнял предыдущие годы в составе группы Audrye Sessions. Звуки сочетают в себе акустику и электронику, вследствие чего Low Roar часто сравнивают со стилистикой другой исландской группы Sigur Rós, а также с творчеством Radiohead времён их первых альбомов. Альбом получил успех в Европе.

### Второй альбом:0(2014)
В 2014 году вышел второй альбом 0, который также был спродюсирован лейблом Tonequake Records, содержащий 13 треков.
Песня «I’ll Keep Coming» была использована известным игровым дизайнером Хидэо Кодзимой для показательного трейлера его новой компьютерной игры Death Stranding.

### Третий альбом:Once in a Long, Long While(2017)
Альбом вышел в 2017 году. Запись содержит 12 песен. Тринадцатая, I Won’t Be Long, была записана эксклюзивно для виниловых носителей альбома.

### Четвёртый альбом:Ross (2019)
Четвёртый альбом проекта вышел 8 ноября 2019 года.

### Inure — EP (2020)
Мини-альбом проекта вышел 5 июня 2020 года.

### Пятый альбом:maybe tomorrow…(2021)
Пятый альбом проекта вышел 30 июля 2021 года.

### Смерть
29 октября 2022 года было объявлено, что Райан Каразия, основатель и солист группы, умер в возрасте 40 лет. Через несколько часов выяснилось, что причиной смерти стали осложнения, вызванные пневмонией. Также было объявлено, что шестой альбом, который редактируется, в конечном итоге будет выпущен для публики. О его смерти сообщили в соцсетях представители группы:

Райан Каразия, фронтмен и движущая сила Low Roar, умер в возрасте 40 лет. Его прекрасная музыка и лирика, спетая его западающим в память голосом, коснулись жизней очень многих людей во всем мире и будут продолжать это делать. Он был доброй и прекрасной душой, и наши миры разрушены его потерей. Да чтим мы его память через его искусство и навсегда храним его в своих песнях.
Шестой альбом Low Roar уже в работе и будет доработан и выпущен, когда он будет готов.
Пожалуйста, уважайте частную жизнь его семьи в это невероятно трудное время.
«Sometimes you feel like this is never ending, but we all fade away…»
Оригинальный текст (англ.)Ryan Karazija, front man and driving force behind Low Roar, has died at age 40.  His beautiful music and lyrics, sung in his haunting voice have touched the lives of so many people all over the world, and will continue to do so.  He was a kind and beautiful soul and our worlds are shattered by the loss of him. May we honour his memory through his art and hold him forever in his songs.

The sixth Low Roar record was already underway and will be completed and released when it is ready.
Please respect his family’s privacy at this incredibly difficult time.

"Sometimes you feel like this is never ending, but we all fade away…” 
— 

### Шестой альбом: House In The Woods (2025)
Анонсированный вместе с объявлением о смерти Фронтмена альбом увидел свет 7 февраля 2025 года. Перед выходом альбома были выпущены синглы «Field Of Dreams» (6 дек) и «Just How it Goes» (3 янв). Работу над альбомом возглавил соавтор песен группы Эндрю Шепс.

## Состав
Райан Джозеф Каразия — вокал, гитара, арфа, орган, перкуссия, клавишные
Соавторы и сессионные участники:
- Логи Гудмундссон — мульти-инструменталист.
- Лейфур Бьёрнссон — мульти-инструменталист.
- Эндрю Шепс — бас-гитара, клавишные, соавтор.
- Майк Линдси

## Дискография
- 2011 — Low Roar (Tonequake Records)
- 2014 — 0 (Tonequake Records)
- 2017 — Once in a Long, Long While… (Tonequake Records)
- 2019 — ross. (Tonequake Records)
- 2020 — Inure (EP)
- 2021 — maybe tomorrow... (Tonequake Records)
- 2025 — House in The Woods